# Se equivocò la paloma
Se equivocó la paloma è un brano musicale composto dal musicista argentino Carlos Guastavino, che mise in musica l'omonima poesia scritta da Rafael Alberti; nato in origine come brano all'interno di una composizione più ampia, la Suite Argentina, venne inciso nel 1958 dalla cantante messicana Toña la Negra.

## Descrizione
Se equivocó la paloma (in spagnolo: Si sbagliò la colomba) è una poesia che Rafael Alberti aveva scritto durante il suo lungo esilio dalla Spagna del dittatore Francisco Franco, e fa parte della raccolta «Tra il garofano e la spada». Il testo fu messo in musica nel 1941 dal compositore argentino Carlos Guastavino.

## Cover
Nel 1968 il cantautore spagnolo Joan Manuel Serrat la incise con il titolo La paloma nel singolo a 45 giri La Paloma/En Cualquier Lugar.
Nello stesso anno Sergio Endrigo tradusse il testo in italiano e lo pubblicò nel singolo La colomba/Anch'io mi ricorderò e, lo stesso anno, inserito come brano d'apertura dell'LP Endrigo. Nel 1970 il brano fu ripubblicato in versione live nell'LP L'arca di Noè.
Nel 1979 Milva la incise in tedesco con il titolo Die Taube  nell'album Was Ich Denke.
Nel Morgan l'ha incisa all'interno dell'album antologico in omaggio a Endrigo Ciao poeta - Omaggio a Sergio Endrigo